# 요 마리우스
마리우스 요(일본어: マリウス 葉, 2000년 3월 30일 ~ )는 일본의 가수, 배우이며, 남성 아이돌 그룹 Sexy Zone의 전 멤버이다.
독일 하이델베르크 출신. 

## 내력
2011년 1월, 쟈니스 사무소에 입소.원래는 어머니의 영향으로 타카라즈카를 동경해 〈매우 들어가고 싶었다〉였지만, 남자는 입단할 수 없는 것을 알고 〈사람들을 행복하게 해주고 싶다〉며 쟈니즈 오디션을 받았다.. 9월 29일, Sexy Zone의 결성과 함께, 11월에 CD 데뷔하는 것이 발표된다.
2012년 4월, 드라마 《어린이 경찰》로 배우 데뷔.
2013년 1월, 드라마 《어린이 경시》로 연속 TV 드라마 첫 주연.
2022년 12월 31일을 끝으로 Sexy Zone을 졸업하고 소속사를 퇴사하며 연예계에서도 은퇴했다.

## 출연

### 드라마
- 어린이 경찰 (2012년 4월 ~ 6월, MBS) - 하자마 세이시로 역
- 어린이 경시 (2013년 1월 ~ 3월, MBS) - 주연·하자마 세이시로 역
- 악몽짱 스페셜 (2014년 5월 2일, 닛폰 TV) - 소년 꿈 왕자 역
- Fuller House (2017, Netflix) - 특별출연

### 영화
- 어린이 경찰 (2013년 3월, 토호) - 하자마 세이시로 역
- 악몽짱 The movie (2014년 5월, 토호) - 시부이 칸지/소년 꿈 왕자 역

## 작품

### 솔로곡
- ダンケ・シェーン / 당케 쇤
- Welcome to the paradise
- Dejavu
- keep on